# Ona Zee
Ona Zee, född 3 mars 1951 i Los Angeles, Kalifornien, är en amerikansk porrskådespelerska.
Ona Zee medverkade i ca 300 porrfilmer och några av dem regisserade hon själv. I filmerna praktiserade hon de flesta typer av pornografisk sex. Hon är bisexuell och i slutet av sin karriär medverkade hon ofta i olika fetischfilmer. Många gånger var hennes motspelare betydligt yngre än hon själv.